# Наумов Олександр Вікторович

Фото Олександра Наумова з серії «Покинуте місто Прип'ять». 2008

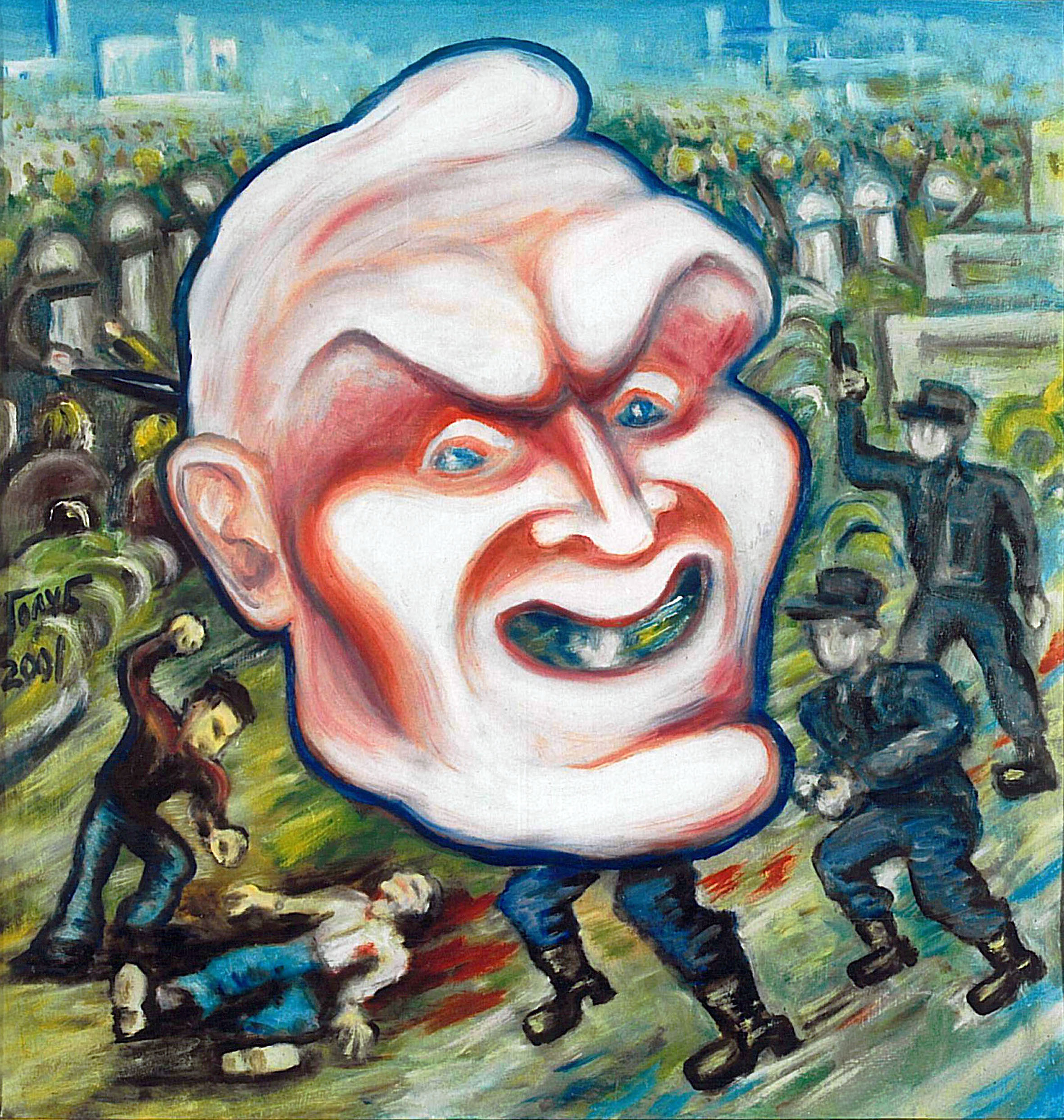
О.Голуб. Портрет однокласника Олександра Наумова. П., о., 70х70,2001

Олександр Вікторович Наумов — 18 грудня 1950 — 28 серпня 2017 — український журналіст, ліквідатор наслідків аварії на Чорнобильській АЕС, експерт з питань Чорнобильської катастрофи, полковник міліції у відставці, заслужений журналіст України, дослідник і сталкер у чорнобильській зоні відчуження.

## Життєпис
Олександр Вікторович Наумов народився 18 грудня 1950 року в м. Києві у сім'ї військовослужбовця. Зростав разом з братом-близнюком Олегом. Вони разом закінчили 163 Київську середню школу у 1969. Разом отримали вищу освіту, закінчивши у 1973 Національний університет фізичного виховання і спорту України. Олександр захоплювався спортом, був майстром спорту з академічного веслування.
У 1988 — закінчив Київську вищу школу МВС — Національна академія внутрішніх справ.
З 1981 року — працював на різних посадах в органах внутрішніх справ.
З січня по вересень 1988 року — командир роти міліції з охорони міста Чорнобиля спеціального батальйону по охороні зони Чорнобильської АЕС. З вересня 1988 — інспектор охорони чергової частини управління позавідомчої охорони при УВС Київської області. З вересня 1989 — серпень 1991 рр. — інспектор охорони організаційного відділу управління охорони при УВС Київської області.
Серпень 1991 — січень1992 рр. — старший інспектор відділу аналізу інформації і по питанням соціального захисту окремої категорії співробітників відділу, координації діяльності органів і підрозділів внутрішніх справ, роботи з особовим складом в районах розташування атомних електростанцій, які зазнали радіоактивного забруднення МВС УРСР
Січень 1992 — травень 1992 року — старший інспектор відділення взаємодії із ЗМІ центру по взаємодії із ЗМІ управління виховної роботи, громадських зв'язків, і інформації Головного управління по роботі з особовим складом МВС України
Травень 1992 — лютий 1993 рр. — старший інспектор з особливих доручень групи по питанням взаємодії із ЗМІ центру громадських зв'язків МВС України
Лютий 1993 — травень 1997 рр. — головний спеціаліст прес-центру Головного центру громадських зв'язків МВС України
Травень 1997 — листопад 1997 року — заступник начальника прес-центру центру громадських зв'язків МВС України.
Листопад 1997 — березень 1999 рр. заступник начальника відділу по взаємодії з пресою Центру громадських зв'язків Апарату МВС України
Березень1999 — травень 1993 року — старший інспектор групи по роботі з населенням та громадськими формуваннями відділу ДІМ Мінського РУ ГУМВС України в м. Києві.
Травень 1999 — листопад 2002 рр. заступник начальника центру громадських зв'язків ГУМВС України в м. Києві
Листопад 2002 — начальник відділу роботи з комп'ютерними мережами Центру громадських зв'язків ГУМВС України в м. Києві
2006- 2014 — Створення і поповнення сайту «Чорнобильський слід».
Помер 28 серпня 2017 року у місті Києві, після важкої хвороби, залишивши дружину Ларису, доньку Наталію й онука, якого назвали на його честь Олександром..

## Чорнобильський слід
Олександр Наумов був в Прип'яті з перших днів після аварії з 27 квітня по 5 травня 1986. Тоді він брав участь у рятуванні населення, евакуації із зони радіаційного забруднення.
Дозу більш, як 100 бер отримав на станції Янів (станція), через що його здоров'я було підірваним.
Чорнобильська тема стала головною у його творчій журналістській діяльності. Він виступав за те, щоб розвінчати брехню тогочасної влади й ніс людям правдиві слова. Піклувався про поліпшення життя ліквідаторів на ЧАЕС, їх лікування й суспільну підтримку.
У 2006 році Олександр Наумов зареєстрував сайт «Чорнобильський слід», де у великому обсязі зібрав статті і фотографії, які фіксують події з перших днів аварії 1986 року і пізніші, про зону відчуження і людей, які не байдужі до проблем, пов'язаних з Чорнобилем. За цю визначну роботу був нагороджений Дипломом МВС України (2006).
За своє життя О. Наумов зібрав понад 10 000 фотографічних та інших документів, які свідчать про реальні події щодо Чорнобильської катастрофи та її наслідків (з них близько 2000 оцифровано). Чимало з цих матеріалів опубліковано в книгах, виданих у Німеччині.
Виставки фотосвідчень Чорнобильської катастрофи О.Наумов експонував в різних містах України, Німеччини, Румунії, Японії та ін.